# Medasina nikkonis
Medasina nikkonis är en fjärilsart som beskrevs av Butler 1881. Medasina nikkonis ingår i släktet Medasina och familjen mätare. Inga underarter finns listade i Catalogue of Life.